# 1661 au théâtre
| Années du théâtre : 1658 - 1659 - 1660 - 1661 - 1662 - 1663 - 1664    |
| Décennies du théâtre : 1630 - 1640 - 1650 - 1660 - 1670 - 1680 - 1690 |

## Événements
- 20 janvier : la salle de théâtre du Palais-Royal à Paris, rénovée, est confiée à la troupe de Molière, qui l'inaugure avec Le Dépit amoureux et Sganarelle ou le Cocu imaginaire.
- Thomas Killigrew, directeur de la King's Company à Londres, achète un petit terrain proche de Drury Lane et y fait construire un théâtre, qui ouvre en 1663.

## Pièces de théâtre publiées
- Pierre Corneille, La Toison d'or, tragédie, Paris, Augustin Courbé.
- Nicolas Drouin, dit Dorimond, publie à Paris chez Gabriel Quinet cinq comédies : La Précaution inutile ou l'École des cocus, La Rosélie et La Femme industrieuse chez Jean Ribou ; L'Inconstance punie et L'Amant de sa femme.
- Françoise Pascal, Sesostris, tragi-comédie, Lyon, Antoine Offray.

## Pièces de théâtre représentées
- 4 février : Dom Garcie de Navarre ou le Prince jaloux, comédie de Molière, Paris, Théâtre du Palais-Royal.
- 7 juin : Den Blijden Kersnacht, ofte de Geboorte Christi onzes Saligmakers [La Nuit de Noël, ou la naissance de Notre Sauveur], tragédie de Guilielmus Zeebots, jouée à Werchter, en Brabant flamand, par les amateurs de la chambre de rhétorique.
- 24 juin : L'École des maris, comédie de Molière, Paris, Théâtre du Palais-Royal.
- 17 août : Les Fâcheux, comédie-ballet de Molière, musique et chorégraphie de Pierre Beauchamp, parc du château de Vaux-le-Vicomte.
- 18 octobre : De Turcksche Historie van Mahomet ende Erena [L'Histoire turque de Mahomet et d'Erena], comédie du dramaturge néerlandais Willem Ogier, représentée à Anvers ; la pièce n'a pas été conservée[1].
- octobre : Love and Honour, tragi-comédie de William D'Avenant, Londres, théâtre de Lincoln's Inn Fields[2].
- 4 novembre : Les Fâcheux, comédie-ballet de Molière, Paris, Théâtre du Palais-Royal.
- 16 décembre : The Cutter of Coleman Street, comédie d'Abraham Cowley, Londres, théâtre de Lincoln's Inn Fields, par la Duke's Company[3].
- L'Académie des Femmes, comédie de Samuel Chappuzeau, Paris, théâtre du Marais.

## Naissances
- 16 avril : Charlotte Le Noir de La Thorillière, dite Mademoiselle Baron, actrice française, morte le 24 novembre 1730.
- 1er novembre : Florent Carton, sieur d'Ancourt, dit Dancourt, acteur et auteur dramatique français, mort le 6 décembre 1725.